# 何源镇
何源镇，是中华人民共和国江西省抚州市金溪县下辖的一个乡镇级行政单位。

## 行政区划
何源镇下辖以下地区：
孔坊村、郑家村、何源村、楼前村、彭家村、朱坊村、杨蒋村、剡坑村和峡山村。